# Eric Laithwaite
Erik Roberts Laithwaite (14. června 1921 – 27. listopadu 1997) byl anglický inženýr, známý především vývojem lineárního asynchronního motoru a magneticko-levitačního trakčního železničního systému. Zabýval se také gyroskopy.
Je všeobecně znám díky své přednášce s demonstrací svého zařízení, při kterém měl velký gyroskop umístěn na konci dlouhého prutu, gyroskop napřed nemohl zdvihnout a po použití svého přístroje ho zdvihl i jednou rukou. Sám tvrdil, že jeho pokus odporuje Newtonovým zákonům, což vědecká obec neuznala. O několik let později bylo dokázáno, že jim zcela odpovídá.
Královská společnost v Londýně záznam z této přednášky smazala, a jeho práci nikde nezveřejnila. Tímto se stal Roberts Laithwaite v očích mnoha záhadologů a jim podobným lidem objevitelem antigravitačního pohonu, motoru apod.

## Publikované práce

### Články
- The multiplication of bananas by umbrellas Electrical Review, 20th-27th Dec. 1974, pp. 822-824
- The bigger they are, the harder they fall Electrical Review, 14th Feb. 1975, pp. 40-42
- 1975 - A space odyssey Electrical Review, 28th Mar. -- 4th Apr. 1975, pp. 398-400
- Roll Isaac, roll - Part I Electrical Review, Vol. 204, No. 7, 16th Feb. 1979, pp. 38-41
- Roll Isaac, roll - Part II Electrical Review, Vol. 204, No. 11, 16th Mar. 1979, pp. 31-33
- Give us a sign Electrical Review, Vol. 207, No. 3, 18th Jul. 1980, pp. 40-42
- The influence of Michael Faraday on power engineering. Power engineering journal, Vol.5, No. 5, Sept. 1991, pp. 209–219

### Knihy
- Propulsion without wheels (1965)
- Induction machines for special purposes (1966)
- The engineer in wonderland (1967) — Vánoční lekce The Royal Institution of Great Britain, 1966/67. S ilustracemi, včetně portrétu.
- The linear motor and its application to tracked hovercraft (1971)
- Linear electric motors (1971)
- Experiments with a linear induction motor (1971)
- Exciting electrical machines (1974)
- All things are possible: an engineer looks at research and development (1976)
- Transport without wheels ed. (1977)
- How to invent (1977) co-authored by M.W. Thring
- Why does a glow-worm glow? (1977) illustrated by Mike Jackson
- Electric energy: its generation, transmission and use (1980) co-authored by L.L. Freris
- Engineer through the looking glass (1980)
- Invitation to engineering (1984)
- Shape is important (1986)
- Force: a basic ingredient (1986)
- A history of linear electric motors (1986)
- Using materials (1987)
- Size is vital (1987)
- An inventor in the Garden of Eden (1994)

## Ocenění
- S. G. Brownova medaile Královské společnosti (1966)
- Cena Nikola Tesly od Institute of Electrical and Electronics Engineers
- Člen Imperial College London (1991)
- Čestný člen Institution of Electrical Engineers (1992)